# سكردا (كورنوال)
سكردا (بالإنجليزية: Scredda)‏ هي قرية تقع في المملكة المتحدة في كورنوال.